# سیاست به پیش
سیاست به پیش هند عبارت است از دستور دولت هند مبنی بر این که در نواحی مرزی مورد اختلاف چین و هند در سالهای ۱۹۵۶ تا ۱۹۶۲ پست‌های مرزی هند هرچه بیشتر جلوتر بروند تا در نهایت مناطق بیشتری نصیب هندوستان شود سیاست به پیش در مناطق آروناچال پرادش و اقصای چین اجرا شد.
این سیاست تا جایی پیش رفت که حتی تعدادی از پست‌های مرزی هند از پست‌های مرزی چین به داخل این کشور نزدیک تر بودند. این سیاست باعث ایجاد تنش بین دو کشور و سرانجام درگیری نظامی شد که با پیروزی چین پایان یافت.